# Општина Абрамуц (Бихор)
Абрамуц (рум. Abrămuţ) општина је у Румунији у округу Бихор.
Oпштина се налази на надморској висини од 162 m.